# Blajan
Blajan és un municipi occità de Comenge, a Gascunya, en el departament de l'Alta Garona, a la regió d'Occitània. L'1 de gener del 2022 tenia 433 habitants.